# 유부 (홍의후)
유부(劉富, ? ~ 기원전 151년)는 중국 전한의 황족이다. 초원왕 유교의 아들이며 유향의 증조부다.
전한 문제가 아버지를 존중했기에 형제들과 함께 황자의 대우를 받았고, 전한 경제가 즉위하면서 형제들과 함께 열후에 봉해져 휴후(休侯)가 됐다. 조카 초왕 유무가 오왕 유비과 함께 반란을 모의하고 이를 간하는 신하들을 벌주자 자신도 사람을 보내 간했으나 도리어 유무에게 목숨의 위협을 받아 어머니 태부인과 함께 서울 장안으로 달아났다. 마침내 유무가 오초칠국의 난을 일으키자 이에 연좌돼 작위를 잃었으나 이후 유무에게 간한 것이 드러나 다시 홍후(紅侯)에 봉해졌다. 경제 6년(기원전 151)에 죽어 시호를 의(懿)라 했다.

## 가계
- 초원왕 유교
  - 홍의후 유부
    - 홍회후 유등
    - 유벽강
    - 그 외 아들 2명